# همجوشی هسته‌ای با یون‌های سنگین
هَم‌جوشی هسته‌ای با یون‌های سنگین (به انگلیسی: Heavy-Ion Fusion) نوعی روش محصورسازی و ایجاد همجوشی هسته‌ای است.
در این روش، بجای لیزرهای پرتوان در روش متعارف همجوشی محصورسازی لختی، از شتابدهنده‌های مخصوصی استفاده می‌شود که سعی در متراکم نمودن درون یک ساچمه یا چیز مشابهی دارند که محتوایشان پلاسما است.
به اعتقاد برخی کارشناسان، این روش بسیار راحت‌تر از روش‌های دیگر قادر به تولید همجوشی هسته‌ای خواهد بود.